# غونار جونسون
غونار جونسون (بالسويدية: Gunnar Johnsson)‏ هو منافس ألعاب قوى سويدي، ولد في 3 يوليو 1889، وتوفي في 19 يونيو 1926.

## وصلات خارجية
- غونار جونسون على موقع أوليمبيديا (الإنجليزية)
- غونار جونسون على موقع اللجنة الأولمبية السويدية (السويدية)